# Félix Le Bourhis
Pour les articles homonymes, voir Le Bourhis.

a Compétitions nationales et continentales officielles uniquement.

b Matchs officiels uniquement.
Félix Le Bourhis, né le 7 avril 1988 à Pithiviers, est un joueur international français de rugby à XV qui évolue au poste de centre ou d'ailier. Il se reconvertit ensuite en tant qu'entraîneur.

## Biographie

### Carrière de joueur
Il a des origines bretonnes et espagnoles. Il naît à Pithiviers, dans le Loiret. Il grandit en banlieue parisienne. Il est formé au rugby au PUC.
En 1999, il entre en 6e au collège Georges-Braque, dans le 13e arrondissement de Paris, où il a Wesley Fofana pour condisciple. Les deux garçons vont rester trois ans dans la même classe, et jouer ensemble quatre ans dans la section rugby du collège, sous la houlette de Serge Collinet qui est aussi leur professeur d'EPS. Le Bourhis joue demi de mêlée ou demi d'ouverture. 
En 2003, âgé de 15 ans, il choisit de quitter le PUC et de s'exiler loin de sa famille pour rejoindre en cadet le centre de formation de l'US Montauban. Il va rester sept ans dans ce club. Lors de la saison 2008-2009, il s'entraîne avec l'équipe première. Au printemps 2009, il retrouve Fofana en équipe de France FIRA de rugby à sept. Le 16 mai, il fait ses débuts en Top 14 avec Montauban lors du dernier match de la saison contre Biarritz. La saison suivante, il est 4 fois titulaire en Top 14 (il marque 2 essais) et 5 fois en Challenge européen (il marque un essai).
Mais, après son dépôt de bilan, Montauban est rétrogradé en Fédérale 1. Se retrouvant sans club, Le Bourhis signe pour la saison 2010-2011 à l'US Carcassonne, qui vient d'être promue en Pro D2. C'est là qu'il se révèle. Il joue centre, mais aussi ailier ou arrière. Il marque 7 essais en 23 matchs (dont 22 comme titulaire). Il est décrit à cette époque comme un « joueur explosif avec une très bonne technique ». D'un gabarit modeste si on le compare à d'autres centres (1,82 m pour un poids, en 2011, de 87 kg), il dit préférer l'évitement à l'affrontement. « Tranchant et décisif », il a « des qualités offensives évidentes » : « des premiers appuis, une accélération et une pointe de vitesse […] dévastateurs ».
En 2011, il est recruté par l'Union Bordeaux Bègles qui vient de se hisser en Top 14. En mai 2014, l'entraîneur de l'équipe de France Philippe Saint-André le sélectionne en vue de la tournée estivale en Australie. Il est titulaire à l'aile gauche au côté de Fofana lors du premier test, le 7 juin, à Brisbane. Son match est mauvais, il se montre peu tranchant et convaincant en attaque. Il coûte un essai aux bleus sur une "boulette" qui permet à Matt Toomua d'applatir tranquillement le ballon dans l'en-but. Il ne sera plus sélectionné. 
En novembre 2014, il est sélectionné dans l'équipe des Barbarians français pour affronter la Namibie au Stade Mayol de Toulon.
En juin 2016, il signe à l'Aviron bayonnais qui remonte en Top 14. En fin de saison le club est relégué est Pro D2. Il rejoint alors le CA Brive Corrèze.
En 2019, il s'engage pour trois saisons avec l'US Carcassonne en Pro D2.
En 2022, il rejoint le CM Floirac évoluant en division amateur, en Nationale 2,.

## Carrière d'entraîneur
Après avoir mis fin à sa carrière de joueur, il entame sa reconversion en tant qu'entraîneur au sein du CM Floirac ; lors de la saison 2023-2024 en Fédérale 1, il est en charge des lignes arrières.
À l'intersaison 2025, il intègre le nouvel encadrement technique de l'Union sportive dacquoise en Pro D2, autour de Vincent Etcheto, l'un de ses entraîneurs alors qu'il était encore joueur.

## Vie privée
En février 2017, Félix Le Bourhis est accusé de violence conjugale par sa compagne. Cependant, il dément les accusations et porte plainte pour diffamation et violence,.